# Restanten
 Restanten   is een vertaalde verhalenbundel van Helle Helle uit 2005, met de Deense titel: Rester. Het bevat 12 korte verhalen en een nawoord. In dat nawoord geeft haar Nederlandse vertaler Henk van der Liet zijn visie op het werk van Helle Helle en deze verhalenbundel in het bijzonder.

## Verhalen
In de verhalen van Helle Helle staat altijd de gebeurtenis centraal. Emoties en karakterontwikkelingen zijn volledig ondergeschikt aan de gedetailleerd beschreven feiten. Zo ook in deze bundel, waar de onmisbare nicotine een bindende factor tussen de verhalen vormt.
Het titelverhaal “Restanten” beschrijft het bezoek van een oud-klasgenote aan een heel jonge weduwnaar. Zij reist honderden kilometers, gedeeltelijk per veerboot, door Denemarken, om Thomas terug te zien. Na een gezamenlijke nacht vertrekt de oud-klasgenote, gesterkt door nicotine en reispillen